# II/444 Kozacki Oddział Konny
II/444 Kozacki Oddział Konny (niem. Kosaken Kavallerie-Abteilung II/444, ros. II/444-й казачий дивизион) – oddział wojskowy Wehrmachtu złożony z Kozaków podczas II wojny światowej.
Oddział został sformowany w październiku 1942 r. w Stawropolu. Liczył ok. 700 żołnierzy wyposażonych w ok. 20 karabinów maszynowych i działko ppanc. Miał cztery szwadrony. Wszedł w skład 444 Dywizji Ochronnej gen. Adalberta Mikulicza, zwalczającej partyzantkę na tyłach Grupy Armii "A". Wiosną 1943 r. działał nad rzeką Mius. Od 8 do 25 kwietnia tego roku włączono go czasowo do 454 Wschodniego Pułku Konnego jako IV/454 Kozacki Oddział Konny. Następnie brał udział w walkach na północnym Kaukazie. Na pocz. 1944 r. został przeniesiony do okupowanej południowej Francji, gdzie wszedł w skład 5 Ochotniczego Pułku Kadrowego Ochotniczej Dywizji Kadrowej jako 4 Dywizjon Konny (rezerwowy). W listopadzie-grudniu 1944 r. działał w Alzacji, podporządkowany niemieckiej 19 Armii. W miasteczku Pontarlier został otoczony przez wojska francuskie i oddziały partyzanckie, ale za cenę bardzo dużych strat wydostał się z okrążenia. Na pocz. 1945 r. resztki oddziału wycofały się na obszar Austrii, wchodząc w skład 5 Kozackiego Pułku Szkoleniowo-Zapasowego atamana gen. Andrieja G. Szkury. Po rozformowaniu żołnierze zasilili oddziały XV Kozackiego Korpusu Kawalerii SS.